# Катастрофа на ATR 42 на „Еър Ботсвана“ през 1999 г.
На 11 октомври 1999 г. пилот на име Крис Фацве, който работи за „Еър Ботсвана“, открадва самолет ATR 42-320 на международното летище „Сър Серец Хама“, Габороне, Ботсвана и в продължение на няколко часа лети около летището, като съобщава на контролната кула намерението си да се самоубие. Летище е евакуирано и започват преговори с похитителя, които се ръководят от заместник – командира на отбранителните сили на Ботсвана. В процеса става ясно, че мотивите на Крис Фацве са свързани с неприязън към ръководството на авиокомпанията.
Крис Фацве отправя и заплахи, че ще разбие машината в сграда на „Еър Ботсвана“. Малко след това самолетът започва да изчерпва горивото си и похитителят извършва успешно кацане, но вместо да се предаде на охраната на летището, той продължава да рулира към перона с висока скорост и блъска откраднатия самолет в два други ATR-42, собственост на на авиокомпанията. И трите самолета са унищожени при катастрофата, а Крис Фацве загива в пожара. Действията му нанасят щети на превозвача, който по това време разполага само с тези летателни апарата.
Преди това похитителят многократно заплашва летищните власти, че ще се самоубие. По време на инцидента той е в медицински отпуск след като не преминава физически преглед и е обявен за негоден да лети; следователно няма право да го прави. Съобщено е, че сигурността на летището е слаба и се твърди, че е доста лесно някой да открадне самолет.